# Famille de Taxis du Poët (Dauphiné)
Pour les articles homonymes, voir Taxis.
La famille de Taxis du Poët alias Taxil est une famille subsistante de la noblesse française, originaire d'Orpierre, en Dauphiné.

## Origine
Cette famille originaire de d'Orpierre, en Dauphiné, est connu depuis Pellegrin Taxis d'Orpierre, chevalier,. 
François-René de Taxis de Clermont est député aux états-généraux du Dauphiné en 1789.
Elle possède la seigneurie des Crottes (basse justice), du Poët, et la coseigneurie de Jarjayes.

## Personnalités
Principales personnalités: 
- Pellerin Taxis, chevalier,
- Pellegrin II Taxis, seigneur de Jarjayes en 1361,
- Cyril Taxis, conseiller du roi, commissaire aux revues à Orpierre en 1696,
- Cyrius de Taxis, chevalier,
- François-René de Taxis de Clermont, officier d'infanterie au régiment de Flandres,
- Adolphe de Taxis du Poët, général d'artillerie, commandant la subdivision de Valence.

## Titres
- Seigneurs des Crottes et du Poët[6].
- Coseigneurs de Jarjayes[7].

## Armes
| Image | Armoiries                                                                                                   |
| ----- | --- |
|       | Armes: De sinople au chevron d'argent, chargé de 5 pommes de pin de gueules, accompagné de 3 molettes d'or. |

## Alliances
Les principales alliances de la famille en Dauphiné sont : de Boniot, de Roux, du Claux de Bésignan, Copin de Miribel, d'Armand de Châteauvieux, d'Arbalétrier, de Blosset. 